# Joaquim Gisbert Colomer
Joaquim Gisbert Colomer va ser un economista i polític valencià de mitjan segle xix, originari d'Alcoi. Políticament va pertànyer al sector crític dins del Partit Moderat. Econòmicament se'l considera lliurecanvista dins del liberalisme econòmic espanyol.
Pertanyia a una família de propietaris d'Alcoi, on era membre de la Junta d'Agricultura i de la Societat Econòmica d'Amics del País. El 1836 havia estat diputat provincial suplent pel districte d'Alcoi. Va obtenir acta de diputat per Alcoi a les eleccions 1848, malgrat haver perdut les eleccions aneriors (1844) per més de cent vots, en haver de ser substituït l'anterior diputat (José de Salamanca y Mayol, que va passar a ser ministre d'Hisenda). En les següents eleccions (1850) va obtenir l'escó directament pel districte d'Alcoi. Després va tornar a la política local en la diputació d'Alacant, de la que en fou secretari el 1856-1860, membre del Consell Provincial el 1863, vicepresident el 1866 i president el 1867, càrrec que deixà el mateix any quan fou nomenat governador civil de la província d'Alacant.
Un dels seus discursos, en favor de la importació de cereals, va ser comentat críticament per Joan Güell i Ferrer.